# Smokinglirarna
Smokinglirarna  är en av AIK:s supporterföreningar. 
Allmänna Supporterklubben (ASK), som föreningen först hette, grundades på AIK:s 109:e födelsedag den 15 februari 2000 av bland annat Mikael Skogqvist och Stefan Widenholm. Det första året hade supporterklubben strax över 200 betalande medlemmar; i januari 2004 uppgick antalet medlemmar till över 500.
Vid föreningens årsmöte i februari 2002 beslutades att supporterklubben skulle byta namn till Smokinglirarna för att få en tydligare koppling till AIK.
Smokinglirarna vill framstå som ett mer seriöst alternativ bland AIK:s inofficiella supporterföreningar. Vid bortaresor prioriterar man bland annat att erbjuda sittplatsbiljetter.